# اباو راکس
اباو راکس (به لاتین: Above Rocks) در جامائیکا است که در saint catherine parish واقع شده‌است.

## خصوصیات
اباو راکس ۳٬۲۶۳ نفر جمعیت دارد.